# Manejul de Atletică Ușoară
Manejul de Atletică Ușoară sau Sport Arena Manej este o arenă sportivă polivalentă de uz multifuncțional din Chișinău, Republica Moldova.